# Xã Shields, Quận Holt, Nebraska
Xã Shields (tiếng Anh: Shields Township) là một xã thuộc quận Holt, tiểu bang Nebraska, Hoa Kỳ. Năm 2010, dân số của xã này là 102 người.